# Černice
Cernice is een buurtschap van de Tsjechische gemeente Mojné in de regio Zuid-Bohemen, dat deel uitmaakt van het district Český Krumlov. Het ligt ongeveer twee kilometer ten westen van Mojné. 
Het dorp werd voor het eerst genoemd in 1315 als eigendom van het Zlatá Koruna-klooster. Tot 1945 was Černice een plaats met een overwegend Duitstalige bevolking. Na de Tweede Wereldoorlog werd de Duitstalige bevolking verdreven.
In het dorp bevindt zich een hotel-restaurant met een monumentale boerderij met trouwgelegenheid. Het hotel is gevestigd in een voormalig schoolgebouw.
Aan de noordwestelijke rand van het kadastrale gebied bevindt zich het Blanský-bos, waar de rivier Moldau doorheen stroomt.

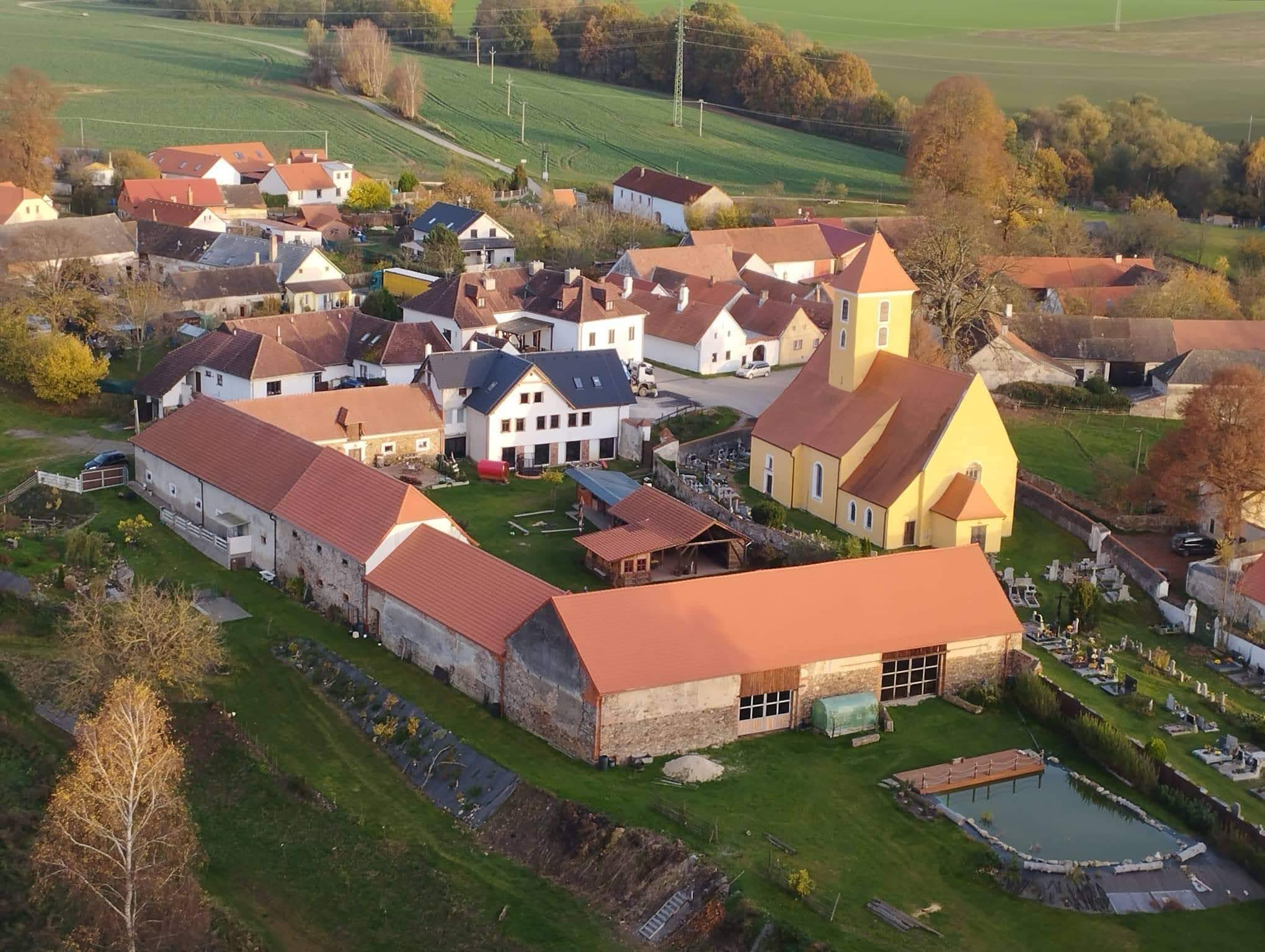
Luchtfoto van het dorp Cernice

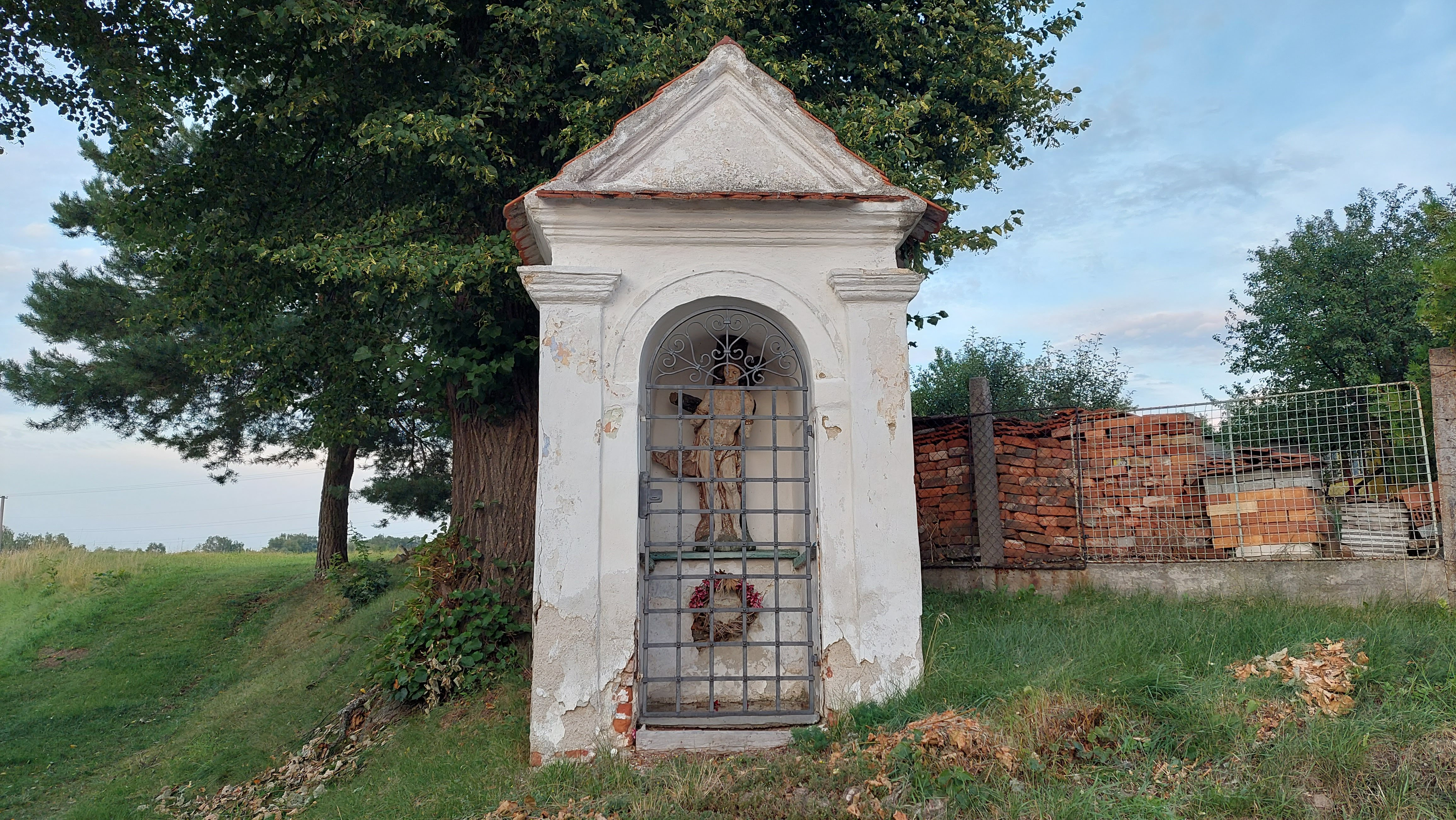
Kapel met een standbeeld van St. Sebastiaan.

## Monumenten
- Kerk van St. Maria Magdalena - Gotische parochiekerk van rond 1250 werd herbouwd in 1483-1491. Op de plaats van de huidige kerk stond vroeger een versterkte nederzetting.
- Pastorie
- Alkoofkapel met een standbeeld van St. Sebastiaan

Benešov nad Černou · Besednice · Bohdalovice · Brloh · Bujanov · Černá v Pošumaví · Český Krumlov · Dolní Dvořiště · Dolní Třebonín · Frymburk · Holubov · Horní Dvořiště · Horní Planá · Hořice na Šumavě · Chlumec · Chvalšiny · Kájov · Kaplice · Křemže · Lipno nad Vltavou · Loučovice · Malonty · Malšín · Mirkovice · Mojné · Netřebice · Nová Ves · Omlenice · Pohorská Ves · Polná na Šumavě · Přední Výtoň · Přídolí · Přísečná · Rožmberk nad Vltavou · Rožmitál na Šumavě · Soběnov · Srnín · Střítež · Světlík · Velešín · Větřní · Věžovatá Pláně · Vojenský újezd Boletice · Vyšší Brod · Zlatá Koruna · Zubčice · Zvíkov